# 紅果黃鵪菜
红果黄鹤菜（学名：Youngia erythrocarpa）为菊科黄鹌菜属下的一个种。

## 扩展阅读
- 維基物種上的相關：红果黄鹤菜